# Luciano Bolis
Luciano Bolis (Milano, 17 aprile 1918 – Roma, 20 febbraio 1993) è stato un antifascista e partigiano italiano di Giustizia e Libertà, membro del Partito d'Azione e del Movimento Federalista Europeo.
Durante la Resistenza, a Genova dove era stato mandato da Ferruccio Parri, caduto in mano tedesca a febbraio 1945, pur di non parlare e tradire i propri compagni si tagliò le corde vocali con un rasoio.  Fu trasportato morente all'Ospedale San Martino di Genova dove doveva essere curato al fine di poter continuare ad interrogarlo. Fu liberato dai partigiani di Giovanni Sissa e Stefano Zaino, di Giustizia e Libertà con l’aiuto della Dott.ssa Ida De Guidi e di altri partigiani delle SAP genovesi. Per tutta la vita si dedicò alla causa europeista. Racconta la drammatica vicenda nel suo libro autobiografico “Il mio granello di sabbia”.
Riposa nel cimitero di Ventotene, accanto alla tomba di Altiero Spinelli.

## Opere
- Luciano Bolis, “Il mio granello di sabbia", Einaudi 1946